# フロリン・ボルツァ
フロリン・ゲオルゲ・ボルツァ（Florin Gheorghe Borța 、1999年6月21日 - ）は、ルーマニア・ルムニク・ヴルチャ出身のプロサッカー選手。コンコルディア・キアジナ所属。ポジションは、ディフェンダー。